# Rauvolfia viridis
Espèce
Classification phylogénétique
 Rauvolfia viridis  est une espèce de plantes à fleurs de la famille des Apocynaceae. C'est un arbuste originaire des Antilles et du nord de l'Amérique du Sud. Elle est connue aux Antilles françaises sous le nom de  ti-bois lait ou bois-lait petit en raison du latex laiteux qu'il produit en abondance lorsqu'il est blessé.
Synonyme :
- (=) Rauvolfia lamarkii A. DC.

## Description
Cet arbrisseau ou arbuste de 1 à 2 m de haut présente des glandes aux aisselles et sur les pétioles.
Les feuilles verticillées par 4 (ou parfois 3), de taille inégale, sont elliptiques, les plus grandes de 5-15 cm × 3-5 cm, à base cunéiforme. Les nervures sont très apparentes, saillantes en dessous.
Les cymes terminales portent de petites fleurs blanches. Le tube de la corolle de 2-4 mm est rétréci à l'insertion des étamines et se termine par 5 lobes étalés et de forme ovée. Les 5 étamines sont incluses. La floraison a lieu toute l'année.
Le fruit est une baie, globuleuse, de 5-7 × 6-9 mm, verte, rougeâtre puis noire à maturité.

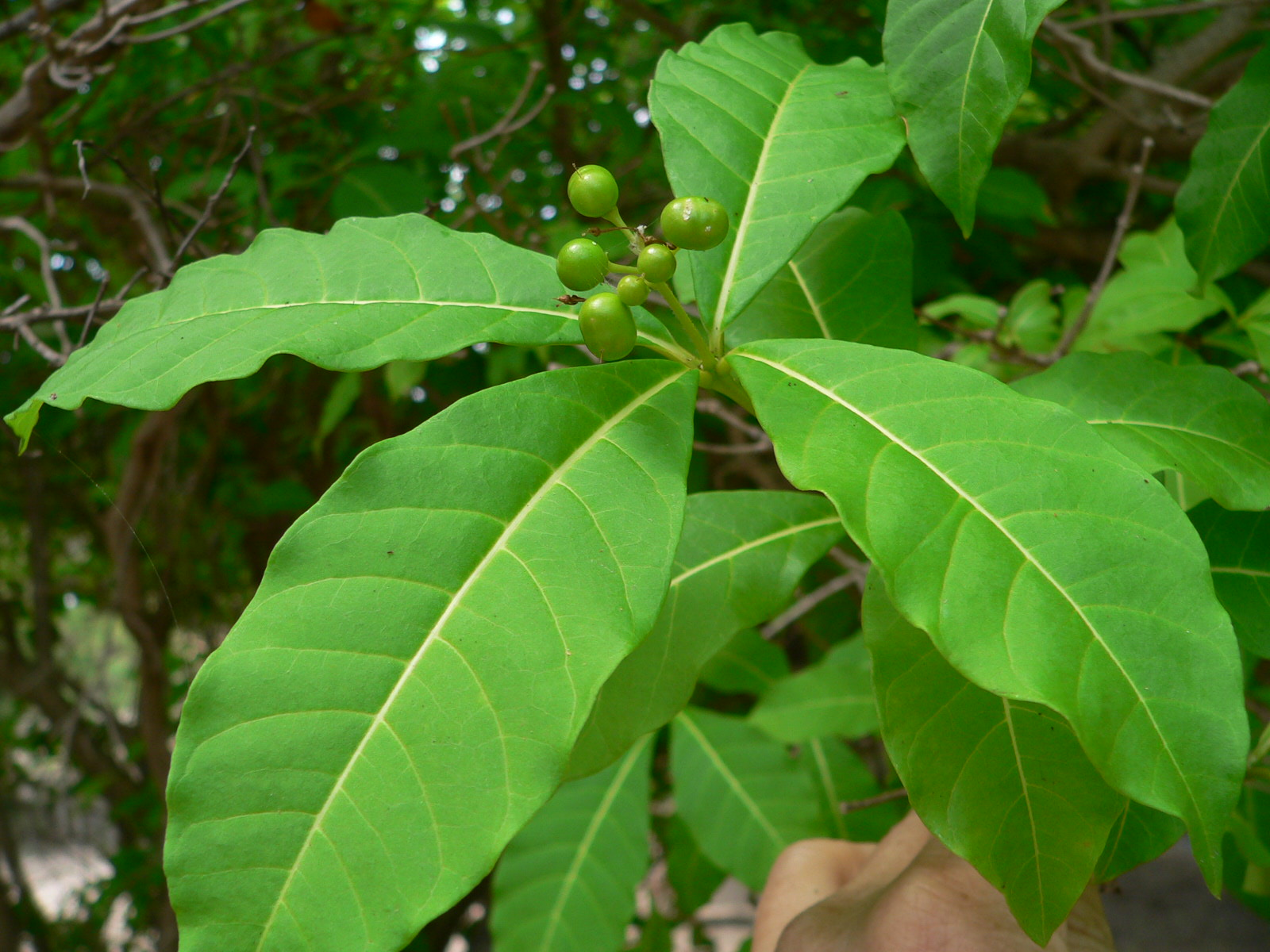
Fruit du Rauvolfia viridis.

## Écologie et répartition
On le trouve sur le littoral sec et pierreux et dans les forêts xérophiles dégradées.
Rauvolfia viridis est originaire des Antilles et du nord de l'Amérique du Sud. Il est très commun aux Antilles françaises.

## Composition
Il a été trouvé dans Rauvolfia viridis les alcaloïdes suivants : réserpine, tabernaemontanine, vobasine, ajmaline, quebrachidine, serpentine, rauviridine, rauvolcinine.
La réserpine est utilisée en pharmacologie comme médicament contre l'hypertension.